# Temporada 1985 de la Fórmula 3 Chilena
La temporada 1985 de la Fórmula Tres Chilena fue la 13º temporada del principal campeonato de monoplazas en Chile, se disputaron 12 fechas que se extendieron desde el 24 de marzo al 22 de diciembre del presente año. De las fechas, siete fueron disputadas en el autódromo de Las Vizcachas, una en el circuito de la Base Aeronaval de Quintero (donde se cerró la temporada), dos en la Base Aérea de El Bosque (una donde comenzó la temporada), una en la Base Aeronaval de El Belloto y una en el circuito callejero del Parque Pedro de Valdivia en La Serena con motivos de la celebración de la ciudad. Teniendo como socio televisivo a Televisión Nacional de Chile, quien transmitió las competencias en vivo y en directo para todo el país los domingos en la mañana por el programa "Viva el Deporte". 
Esta temporada es considerada como la que inició la "época de oro" de la Fórmula Tres, y la que más escuderías participantes ha tenido, con 17 en total. Al final, Giuseppe Bacigalupo de John Player Special se alzó con su primer título de los muchos que posteriormente vendrían en la categoría principal de monoplazas a una fecha de culminar la temporada, el segundo lugar fue para su coequipo y campeón defensor, Kurt Horta y el tercero para Juan Carlos Silva de Whisky J&B. El título de equipos, fue para John Player Special-Chiletabacos, donde corrían tanto el campeón y el subcampeón de la temporada.

## Auspiciadores
En esta temporada, los auspiciadores fueron:
| - John Player Special - Whisky J&B - Philishave - Marantz - Denim Musk - Discoteque Gente - Trofeos Pazos - Transportes Perrot - Lubricantes Gulf - Indubal | - Schick - Fujicolor (desde la 10° a la 12° Fecha) - Toddy (desde la 10° a la 12° Fecha) - Pisco Capel (solo la 6° Fecha) - Hoteles Cristóbal Inn (solo la 6° Fecha) - Sodimac (solo la 6° Fecha) - Pepsi (solo la 6° Fecha) - Santiago Bengolea/Goodyear (desde 10° la 12° fecha) |

## Equipos y pilotos
| N° | Piloto                   | Auto               | Escudería                                | Carreras  |
| -- | ------------------------ | ------------------ | ---------------------------------------- | --------- |
| 1  | Kurt Horta               | Tulia 21 - Renault | John Player Special-Chiletabacos         | Todas     |
| 2  | Juan Carlos Ridolfi      | RR-01 - Renault    | Ridolfi Competición                      | 1 ; 8-12  |
| 2  | Juan Carlos Ridolfi      | RR-01 - Renault    | Seguros La Santiago                      | 2-4       |
| 2  | Juan Carlos Ridolfi      | RR-01 - Renault    | Pinturas Soquina                         | 5-7       |
| 3  | Juan Carlos Silva        | Vesa - Renault     | Whisky J&B                               | Todas     |
| 4  | Clemente Gimeno          | JL-01 - Renault    | Philishave - Marantz - Kodak - Patrichs  | Todas     |
| 5  | Alejandro Schmauck       | Berta - Renault    | Denim Musk                               | 1-7       |
| 6  | Santiago Bengolea        | Berta - Renault    | Denim Musk                               | Todas     |
| 7  | Giuseppe Bacigalupo      | Tulia 21 - Renault | John Player Special-Chiletabacos         | 1-7;10-12 |
| 8  | Carlos Capurro           | Tulia 21 - Renault | Indubal - Schick - STP                   | Todas     |
| 9  | Sergio Santander         | Vesa - Renault     | Akai - Loctite                           | 5-12      |
| 10 | Cristian Del Fierro      | JL-03 - Renault    | Seguros La Santiago                      | 1-4       |
| 10 | Cristian Del Fierro      | JL-03 - Renault    | Pinturas Soquina                         | 5-7       |
| 10 | Cristian Del Fierro      | JL-03 - Renault    | Denim Musk                               | 10-12     |
| 11 | Mauricio Perrot          | Tulia 19 - Renault | Lubricantes Gulf                         | Todas     |
| 12 | Víctor Matthei           | Tulia 17 - Renault | Texaco - TDK - Diario La Nación - Sansui | Todas     |
| 14 | Arturo Escobar           | Tulia 21 - Renault | Texaco - TDK - Diario La Nación - Sansui | 2-7       |
| 14 | Arturo Escobar           | Tulia 21 - Renault | Denim Musk                               | 8-9       |
| 15 | César Coggiola           | Tulia 20 - Renault | Whisky J&B                               | Todas     |
| 16 | Gonzalo Alcalde          | Tulia 19 - Renault | Pioneer - Radio Center - Castrol - FU´S  | Todas     |
| 17 | Marco Antonio Hormazabal | Depack - Renault   | Bardahl - Hormazábal Competición         | Todas     |
| 18 | Cristián Rodríguez       | Tulia 19 - Renault | Precisión Hispana - Quesos Dos Álamos    | Todas     |
| 19 | Alejandro Negrete        | Tulia 21 - Renault | Discoteque Caledonia                     | 8-12      |
| 20 | Mauricio Kattan          | Aguilar - Renault  | Inacap                                   | 1         |
| 21 | Eugenio Silva            | Tulia 21 - Renault | HG Amortiguadores - Radio La Clave FM    | Todas     |
| 22 | Jorge Moreno             | RR-02 - Renault    | Lan Chile - Sanyo - Combustibles Apex    | 2-5       |
| 23 | René Valenzuela          | JL-05 - Renault    | Pepsi                                    | 5-6       |
| 23 | René Valenzuela          | JL-05 - Renault    | Discoteque Caledonia                     | 8-12      |
| 24 | Bernardo Bello           | Tulia 19 - Renault | Texaco - Fiat Catalán - Inacap           | 1-2       |
| 25 | Claudio Eulogio          | Tulia 21 - Renault | Jacuzzi Chile S.A. - Amalie              | 2         |
| 26 | Miguel Droguett          | Tulia 21 - Renault | Jacuzzi Chile S.A. - Amalie              | 5         |
| 27 | Ivan González            | Procesa - Renault  | Lubricantes Gulf                         | 5-12      |
| 28 | Cristóbal Geyger         | Tulia 21 - Renault | John Player Special-Chiletabacos         | 8-9       |
| 29 | Luis Undurraga           | JL-03 - Renault    |                                          | 12        |

TEMPORADA
| Fº  | Día             | Circuito                                    | Ciudad     | Gran Premio         | Ganador             |
| --- | --------------- | ------------------------------------------- | ---------- | ------------------- | ------------------- |
| 1º  | 24 de marzo     | Base Aérea de El Bosque                     | Santiago   | Apertura            | Juan Carlos Ridolfi |
| 2º  | 28 de abril     | Autódromo Las Vizcachas                     | Santiago   | Whisky J&B          | Clemente Gimeno     |
| 3º  | 26 de mayo      | Base Aeronaval de El Belloto                | El Belloto | Schick              | Juan Carlos Silva   |
| 4º  | 9 de junio      | Autódromo Las Vizcachas                     | Santiago   | Denim               | Giuseppe Bacigalupo |
| 5º  | 14 de julio     | Autódromo Las Vizcachas                     | Santiago   | Philishave          | Gonzalo Alcalde     |
| 6º  | 11 de agosto    | Circuito Callejero Parque Pedro de Valdivia | La Serena  | John Player Special | Giuseppe Bacigalupo |
| 7º  | 8 de septiembre | Autódromo Las Vizcachas                     | Santiago   | Indubal             | Juan Carlos Ridolfi |
| 8º  | 6 de octubre    | Base Aérea de El Bosque                     | Santiago   | Discoteque Gente    | Kurt Horta          |
| 9º  | 27 de octubre   | Autódromo Las Vizcachas                     | Santiago   | John Player Special | Juan Carlos Ridolfi |
| 10º | 10 de noviembre | Autódromo Las Vizcachas                     | Santiago   | Whisky J&B          | Giuseppe Bacigalupo |
| 11º | 24 de noviembre | Autódromo Las Vizcachas                     | Santiago   | Marantz             | Kurt Horta          |
| 12º | 22 de diciembre | Base Aérea de Quintero                      | Quintero   | Denim               | Juan Carlos Silva   |

- Datos: Q30917023